# Ivan Konev
Ivan Stepanovitj Konev (ryska Ива́н Степа́нович Ко́нев), född 28 december 1897 i Lodeino, död 21 maj 1973 i Moskva, var en sovjetisk militär, generalöverste 12 september 1941, armégeneral 26 augusti 1943 och marskalk av Sovjetunionen 20 februari 1944.

## Biografi
Konev blev generallöjtnant i juni 1940, var befälhavare för Transbajkals militärdistrikt fram till januari 1941 då han blev befälhavare för Norra Kaukasus militärdistrikt och när Nazityskland invaderade Sovjetunionen (se Operation Barbarossa) i juni 1941 blev Konev chef för 19:e armén. Han var från 17 oktober 1941 befälhavare för Kalininfronten (front motsvarar här armégrupp) och en av de viktigaste officerarna när anfallet mot Moskva hejdades i början av december 1941. Konev blev i augusti 1942 befälhavare för Västfronten och var sedan efter Semjon Timosjenko befälhavare för Nordvästra fronten från februari till juni 1943. I juli 1943 blev Konev chef för Stäppfronten och var från oktober 1943 till maj 1944 befälhavare för 2:a ukrainska fronten. I krigets slutskede ledde han tillsammans med marskalk Georgij Zjukov de trupper som intog Prag och Berlin. Konev var befälhavare för 1:a ukrainska fronten från 24 maj 1944 till 10 juni 1945 och befriade bland annat Auschwitz den 27 januari 1945. 
Konev anses näst Zjukov ha varit Röda arméns främste befälhavare under andra världskriget. 
Efter andra världskriget var Konev chef för de sovjetiska ockupationsstyrkorna i Österrike och efterträdde i november 1946 Georgij Zjukov som befälhavare för Sovjetunionens markstridskrafter. Konev lämnade denna post 1950, var därefter bland annat befälhavare för det Transkarpatiska militärdistriktet för att 1955 åter bli chef för markstridskrafterna. Konev var 1955–1960 överbefälhavare i Warszawapakten och ledde bland annat den sovjetiska invasionen av Ungern under Ungernrevolten 1956. Under Berlinkrisen 1961 och fram till april 1962 var Konev befälhavare för Sovjetunionens militära styrkor i Tyskland. Fram till sin död var han sedan generalinspektör.